# Басулин, Евгений Дмитриевич
Евге́ний Дми́триевич Басу́лин (20 сентября [3 октября] 1917 — 23 марта 1957) — советский лётчик-ас, участник Великой Отечественной войны, командир эскадрильи 239-го истребительного авиационного полка 235-й истребительной авиационной дивизии 10-го истребительного авиационного корпуса 2-й воздушной армии Воронежского фронта, Герой Советского Союза (28.09.1943), капитан (1943).

## Биография
Родился 20 сентября (3 октября) 1917 года в селе Вазерки Мокшанского уезда Пензенской губернии (ныне в Бессоновском районе Пензенской области) в семье рабочего. Русский. С 1918 года семья жила в Пензе. В 1932 году окончил 7 классов неполной средней школы № 4 в Пензе, а в 1935 году — два курса Пензенского механического техникума. Также учился в аэроклубе.
В Красной армии с 1935 года. В 1938 году окончил 3-ю военную авиационную школу имени Ворошилова в городе Чкалове (с 1957 года и ныне — город Оренбург) и был оставлен в ней лётчиком-инструктором. Член ВКП(б) с 1943 года. 
На фронтах Великой Отечественной войны с конца сентября 1942 года. Всю войну прошёл в рядах 239-го истребительного авиационного полка, воюя на истребителе Ла-5. В составе полка сражался на Донском, Южном, Юго-Западном, Северо-Кавказском, Воронежском фронтах, участвуя в Сталинградской битве, в Курской битве и в битве за Днепр. 
Командир эскадрильи 239-го истребительного авиационного полка (235-я истребительная авиационная дивизия, 10-й истребительный авиационный корпус, 2-я воздушная армия, Воронежский фронт) капитан Евгений Басулин к августу 1943 года совершил 88 боевых вылетов, в 25 воздушных боях лично сбил 15 самолётов противника и один — в группе.
Указом Президиума Верховного Совета СССР от 28 сентября 1943 года за образцовое выполнение боевых заданий командования на фронте борьбы с немецкими захватчиками и проявленные при этом отвагу и геройство капитану Басулину Евгению Дмитриевичу присвоено звание Героя Советского Союза с вручением ордена Ленина и медали «Золотая Звезда» (№ 1210).
Осенью 1943 года в одном из боёв Е. Д. Басулин был тяжело ранен, а после выхода из госпиталя медкомиссия не допустила его к лётной работе. Остался на фронте и далее служил на штабных должностях в 239-м иап и в 3-м гвардейском иап, затем направлен на преподавательскую работу в  Армавирское военное авиационное училище лётчиков.
Всего командир эскадрильи 181-го гвардейского истребительного авиационного полка капитан Басулин Е. Д. выполнил свыше 100 боевых вылетов и провёл более 30 воздушных боёв, имел на своём боевом счету 15 лично сбитых самолётов противника и один — в составе группы.
После войны продолжал службу в ВВС СССР. С февраля 1946 года капитан Басулин Е. Д. — в запасе.
Жил в городе Пензе. В 1948 году окончил Пензенскую областную партийную школу. Работал инструктором районного комитета партии, затем на заводе в Ростове-на-Дону.
Скончался 23 марта 1957 года от последствий тяжёлого фронтового ранения в голову. Похоронен в Ростове-на-Дону.

## Награды
- Медаль «Золотая Звезда» Героя Советского Союза (№ 1210, 28.09.1943)
- Орден Ленина (28.09.1943)
- Орден Красного Знамени (6.11.1943)
- Орден Отечественной войны II степени (18.12.1942)
- Орден Красной Звезды (17.12.1942)
- Медаль «За боевые заслуги» (6.11.1947)
- Медаль «За оборону Сталинграда» (1943)[5]
- Медаль «За победу над Германией в Великой Отечественной войне 1941—1945 гг.» (1945)

## Увековечение памяти

Бюст на аллее Героев в Бессоновке

- Бюст Евгения Басулина установлен на аллее Героев в селе Бессоновка Бессоновского района Пензенской области.
- В 1967 году имя Е. Д. Басулина было присвоено Пензенскому механическому техникуму, который он окончил (впоследствии — Пензенский колледж управления и промышленных технологий им. Е. Д. Басулина, ныне Пензенский колледж информационных и промышленных технологий (ИТ-КОЛЛЕДЖ))[6]. Перед центральным входом в колледж и в здании колледжа установлены бюсты Героя.
- Именем Евгения Басулина названа одна из центральных улиц в селе Вазерки Бессоновского района Пензенской области[7].
- В 2020 году в селе Вазерки Бессоновского района Пензенской области была установлена мемориальная доска Евгению Басулину (на территории, где ранее находился дом Басулиных, в котором вырос Евгений)[8][9].